# Бандар-Лабуан
Бандар-Лабуан (малайск. Bandar Labuan) — город в Малайзии, административный центр федеральной территории Лабуан.

## История
Во времена английского колониального господства город носил название Виктория, под этим названием он упоминается в некоторых произведениях Эмилио Сальгари.

## Экономика
В октябре 1990 года в Лабуане был учрежден международный оффшорный финансовый центр. Бандар-Лабуан — это открытый порт, в котором не взимается налог с оборота, добавочный подоходный налог, акцизные пошлины, экспортные-импортные сборы. Финансовый парк вдоль Jalan Merdeka размещает международные оффшорные банки, страховые и трастовые компании. Есть также 1500-местный конференц-зал и большой торговый центр. Этот современный комплекс, как полагают, является единственным в своем роде.